# Yamaha Motif
Yamaha Motif — это серия музыкальных рабочих станций, впервые выпущенных Yamaha Corporation в августе 2001 года. Главные конкуренты — Korg Kronos, Roland Fantom-G и Alesis Fusion.

## Список продуктов

### Motif Classic
Первые синтезаторы серии Motif, теперь называемые «Motif Classics», были выпущены в 4-х вариантах в 2001 году:
| Модель     | Год  | Количество клавиш | Key action             | Полифония | Память | Форм сигналов | Пресет                                                                |
| ---------- | ---- | ----------------- | ---------------------- | --------- | ------ | ------------- | --------------------------------------------------------------------- |
| MOTIF 6    | 2001 | 61                | FS                     | 62        | 84MB   | 1,309         | 348 presets + 48 kits, 128 user, 128 performances, 128 master         |
| MOTIF 7    | 2001 | 76                | FS                     | 62        | 84MB   | 1,309         | 348 presets + 48 kits, 128 user, 128 performances, 128 master         |
| MOTIF 8    | 2001 | 88                | Balanced hammer effect | 62        | 84MB   | 1,309         | 348 presets + 48 kits, 128 user, 128 performances, 128 master         |
| MOTIF-RACK | 2001 | -                 | -                      | 128       | 84MB   | 1,309         | 640 presets + 48 kits, 256 user + 32 kits, 59 performances, 65 multis |

Motif Rack — это звуковой модуль без клавиш, созданный для управления внешними клавишами (MIDI-контроллером). Эффект Balanced hammer был взят из цифровых фортепиано Yamaha Clavinova.

### Motif ES
Motif ES, преемник оригинальной серии синтезаторов Motif, выпущенный в 2003 году:
| Модель        | Год  | Количество клавиш | Key action             | Полифония | Память | Форм сигналов | Пресет                                                                  |
| ------------- | ---- | ----------------- | ---------------------- | --------- | ------ | ------------- | ----------------------------------------------------------------------- |
| MOTIF 6 ES    | 2003 | 61                | FS                     | 128       | 175MB  | 1,859         | 768 presets + 64 kits, 384 user + 32 kits, 128 performances, 128 multis |
| MOTIF 7 ES    | 2003 | 76                | FS                     | 128       | 175MB  | 1,859         | 768 presets + 64 kits, 384 user + 32 kits, 128 performances, 128 multis |
| MOTIF 8 ES    | 2003 | 88                | Balanced hammer effect | 128       | 175MB  | 1,859         | 768 presets + 64 kits, 384 user + 32 kits, 128 performances, 128 multis |
| MOTIF-RACK ES | 2003 | -                 | -                      | 128       | 175MB  | 1,859         | 768 presets + 64 kits, 384 user + 32 kits, 128 performances, 128 multis |

В январе 2006 года Yamaha выпустила две 'lite' версии Motif ES — с 61 клавишами Mo6 и 88 клавишами Mo8. Хотя и содержат только половину полифонии и ещё меньше пресетов звуковых программ, эти модели включают все Motif ES-пресеты семплов, вместе с арпеджиаторами и секвенсором. Недостатком является отсутствие профессиональных функций Motif ES-подобных mLAN подключений, PLG интеграции, семплинга и возможности подключения нескольких педалей.

### Motif XS
Серия Motif XS была анонсирована в 2007 году:
| Модель        | Год  | Количество клавиш | Key action             | Полифония | Память | Форм сигналов | Пресет                                                        |
| ------------- | ---- | ----------------- | ---------------------- | --------- | ------ | ------------- | ------------------------------------------------------------- |
| MOTIF XS6     | 2007 | 61                | FSX                    | 128       | 355MB  | 2,670         | 1,024 presets + 65 kits, 384 user + 32 kits, 384 performances |
| MOTIF XS7     | 2007 | 76                | FSX                    | 128       | 355MB  | 2,670         | 1,024 presets + 65 kits, 384 user + 32 kits, 384 performances |
| MOTIF XS8     | 2007 | 88                | Balanced hammer effect | 128       | 355MB  | 2,670         | 1,024 presets + 65 kits, 384 user + 32 kits, 384 performances |
| MOTIF-RACK XS | 2008 | -                 | -                      | 128       | 355MB  | 2,670         | 1,024 presets + 65 kits, 384 user + 32 kits, 128 multis       |

Было объявлено, что операционная система основана на MontaVista Linux.
Так же, как и в случае с Motif ES, на основе XS выпускались лайт-версии MOX6 и MOX8. А так же был начат выпуск еще более упрощенных версий - ММ6 и ММ8.

### Motif XF
Серия Motif XF была анонсирована 2 августа 2010 года:
| Модель    | Год  | Количество клавиш | Key action             | Полифония | Память | Форм сигналов | Пресет                                                        |
| --------- | ---- | ----------------- | ---------------------- | --------- | ------ | ------------- | ------------------------------------------------------------- |
| MOTIF XF6 | 2010 | 61                | FSX                    | 128       | 741MB  | 3,977         | 1,024 presets + 64 kits, 512 user + 32 kits, 512 performances |
| MOTIF XF7 | 2010 | 76                | FSX                    | 128       | 741MB  | 3,977         | 1,024 presets + 64 kits, 512 user + 32 kits, 512 performances |
| MOTIF XF8 | 2010 | 88                | Balanced hammer effect | 128       | 741MB  | 3,977         | 1,024 presets + 64 kits, 512 user + 32 kits, 512 performances |

Аналогично предыдущим двум поколениям Motif (ES и XS), параллельно выпускались лайт-версии MOXF6 и MOXF8.
Motif XF, в отличие от всех предыдущих поколений Motif, не имел рэковой версии (звукового модуля).
В это время также выпускались еще более облегченные варианты этой модели - MX61 и MX49 (имели соответственно 5 и 4 октавы).

## Сравнение спецификаций
| Особенность                 | Motif                                                                                   | Motif ES                                                                                | Motif XS                       |
| --------------------------- | --------------------------------------------------------------------------------------- | --------------------------------------------------------------------------------------- | ------------------------------ |
| Тон-Генератор               | AWM2 (вместе с модульной синтезирующей Plug-in системой)                                | AWM2 (вместе с модульной синтезирующей Plug-in системой)                                | AWM2 с расширенным соединением |
| Вместимость MIDI секвенсора | 110,000 notes @ 480 ppq                                                                 | 226,000 notes @ 480 ppq                                                                 | 130,000 notes @ 480 ppq        |
| Полифония                   | 64                                                                                      | 128                                                                                     | 128                            |
| Форматы семплов             | Original, WAV, AIFF, Yamaha A3000/A4000/A5000 (load only), AKAI S1000/S3000 (load only) | Original, WAV, AIFF, Yamaha A3000/A4000/A5000 (load only), AKAI S1000/S3000 (load only) | Original, WAV, AIFF            |
| ROM, MB                     | 84                                                                                      | 175                                                                                     | 355                            |

## Известные пользователи
- Beyoncé
- David Bryan
- David Bowie
- George Fefeloff
- Mariah Carey
- Nick Carter
- Ray Charles
- Green Day
- Bob Dylan
- Jean Ven Robert Hal
- Jean Michel Jarre
- Elton John
- Alicia Keys
- Barry Manilow
- Oliver Palotai from Kamelot
- Leena Peisa a.k.a. Awa from Lordi
- Pink
- Svoy
- Justin Timberlake

Синтезаторы Motif часто можно увидеть на сцене церемоний вручения Грэмми, Оскар, Американский идол и прочих известных шоу.

## Сноски
1. ↑  Архивированная копия. Дата обращения: 4 января 2013. Архивировано из оригинала 17 сентября 2011 года. アーカイブされたコピー. Дата обращения: 4 января 2013. Архивировано 5 октября 2011 года.  (недоступная ссылка)

## Внешние ссылки
- Motifator.com
- MotiFreak.com
- Yamaha Motif Voice Libraries
- MotifCity - Instructional Books, Sounds, Consulting
- John Melas Editors and Utilities
- Motif XS Video Demo
- Yamaha Motif XS Series Keyboard Review at yamahamusician.com
- Yamaha Motif ES simplified operation tutorial